# Lavdara Mala
Koordinati:   43°55′03″N, 15°13′47″E
Lavdara Mala je nenaseljen otoček v Jadranskem morju. Pripada Hrvaški
Otoček, na katerem stoji svetilnik, leži v Kornatih med otočkoma Glavočem in Lavdaro, od katere je oddaljen okoli 0,6 km. Njegova površina meri 0,054 km². Najvišji vrh je visok 29 mnm. Dolžina obalnega pasu pa je 0,91 km.
Iz pomorske karte je razvidno, da svetilnik, ki leži na južni strani otočka, oddaja svetlobni signal: B Bl 5s. Nazivni domet svetilnika je 8 milj.